# Friedrich Joseph Wilhelm Schröder

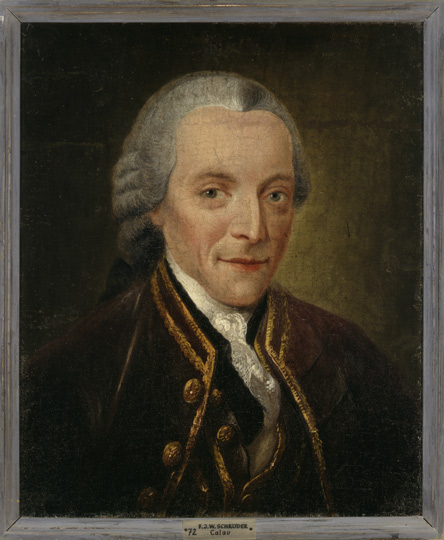
Friedrich Joseph Wilhelm Schröder, Gemälde von Benjamin Calau, 1770, Gleimhaus Halberstadt

Friedrich Joseph Wilhelm Schröder (* 19. März 1733 in Bielefeld; † 27. Oktober 1778 in Marburg) war ein deutscher Mediziner und Professor für Arzneikunst, Freimaurer und Mitglied im Orden der Gold- und Rosenkreuzer.

## Medizinische Laufbahn
Friedrich Joseph Wilhelm Schröder war der Sohn des Bielefelder Bürgermeisters und Landrichters Georg Wilhelm Schröder, der 1730 in Wernigerode eine Tochter des gräflichen Bergrats Jakob Bierbrauer geheiratet hatte. Da sein Vater bereits zeitig starb, heiratete seine Mutter in zweiter Ehe den Leibarzt und Hofrat Johann Christoph Unzer († 1771), Vater des späteren Dichters Ludwig August Unzer.
Schröder besuchte bis 1750 das Lyzeum in Wernigerode, absolvierte 1754 mit dem Lizenziat der Medizin die Universität Erlangen und half anschließend seinem Stiefvater Unzer in dessen Praxis. 1755 ging Schröder nach Kassel und wurde 1756  Brunnenmedicus in Hofgeismar und Physicus des Diemeldistrikts. Im Februar 1762 wurde er in absentia in Erlangen zum Dr. med. promoviert. Ab 1764 war er zweiter ordentlicher Professor der Medizin an der Universität Marburg. Er war in der Hauptsache Pathologe und Innerer Mediziner. Er gilt als einer der letzten Anhänger der Alchymie im akademischen Umfeld. In den Jahren 1767, 1769 und 1772 fungierte er als Dekan der Medizinischen Fakultät.
Als am 21. Januar 1763 sein Sohn Johann Friedrich Wilhelm Fürchtegott in der Sylvestrikirche in Wernigerode getauft wurde, waren Friedrich Gottlieb Klopstock, Christian Fürchtegott Gellert und Johann Wilhelm Ludwig Gleim die Taufpaten.

## Freimaurer und Rosenkreuzer
Schröder war zunächst Mitglied der Marburger Freimaurerloge Zu den drey Löwen. 1766 gründete er aus den Reihen von Trägern der Rittergrade der Strikten Observanz einen Zirkel von Gold- und Rosenkreuzern und entfaltete eine breite propagandistische Tätigkeit, wobei er eine erhebliche Wirkung erzielte. 1767 gründete Schröder noch eine neue Freimaurerloge Zu den drey Rosen in Marburg und wurde ihr Meister vom Stuhl, diese hatte aber nur kurzen Bestand.
Freiherr Adolph Knigge, später ein Gegner der Gold- und Rosenkreuzer, besuchte Schröder am 21. August 1778 in Marburg und schreibt dazu: „Eben komme ich von Schröder, dem herrlichen Schröder – ganz entzückt, aber ich kann nicht schreiben.“ Er nennt ihn einen „herrlichen“ und  „göttlichen Mann“ und führt aus: „Ich habe nie einen Menschen gesehen, aus dessen Augen soviel Seele blickt, und ein Blick, der weit über die Erde geht.“

## Werke
- Friedrich Joseph Wilhelm Schröders neue Sammlung der Bibliothek für die höhere Naturwissenschaft und Chemie. - Marburg , 1776. Digitalisierte Ausgabe der Universitäts- und Landesbibliothek Düsseldorf